# Mukodono!
Mukodono! (ムコ殿?, Mukodono!, lett. "Mio marito!") è un dorama stagionale primaverile in 12 puntate di Fuji TV andato in onda nel 2001.

## Trama
Yuichiro è una famosa popstar sex-symbol di tutte le ragazzine a cui capita d'innamorarsi di Sakura, una normalissima ragazza che vive ancora in famiglia; decidono col tempo di sposarsi. Il giovane idol si trasferisce in casa di lei, che vive col padre, tre sorelle e due nipoti: il fatto deve naturalmente rimanere del tutto segreto.

## Episodi
- 1: 人気スターの極秘結婚 / Confidential Marriage of a Popular Star
- 2: 涙の結婚式 / Wedding Ceremony of Tears
- 3: 激白会見！ / A Hard White Interview!
- 4: 涙の大逆転 / Great Reversal of Tears
- 5: 初恋の嵐！ / Storm of First Love
- 6: 出生の秘密 / Secret of Birth
- 7: ついに暴露！これが俺の素顔だ!! / Exposure! This is my real face!!
- 8: 世界一せつない口づけ / The World's Saddest Kiss
- 9: パパラッチ / Paparazzi
- 10: 逮捕の瞬間 / Moment of Arrest
- 11: 離婚 / Divorce
- 12: 決意 / Decision